# 博塔維爾

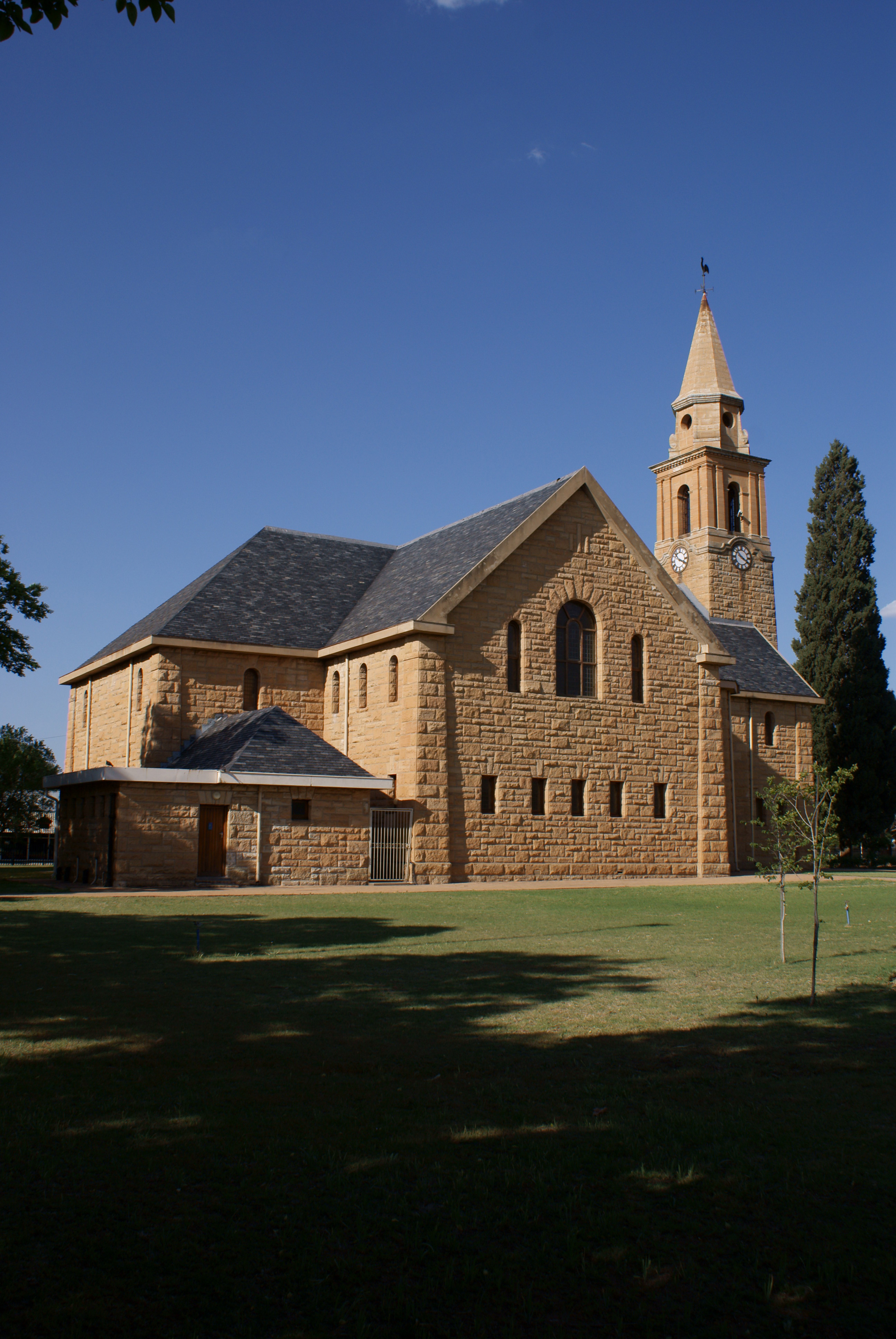
博塔維爾的教堂

博塔維爾是南非的城鎮，位於該國東北部，由自由邦省負責管轄，毗鄰法爾河，始建於1889年，面積34.07平方公里，2001年人口2,828，人口密度每平方公里83人。

## 外部連結
- Bothaville Maize Capital
- Bothaville[永久]